# Lucio Casio Longino Ravila
Lucio Casio Longino Ravila  fue un político y cónsul romano en 127 a. C. y censor en 125 a. C.

## Tribuno de la plebe
Hijo del cónsul del año 164 a. C. Quinto Casio Longino, recibió el renombre Ravila por sus ojos grises (en latín, ravi oculi).
Elegido tribuno de la plebe en 137 a. C., propuso una segunda ley que establecía el desempate en las votaciones (Lex Cassia tabellaria) después de que la primera había sido presentada por Gabinio dos años antes.
La ley introducía el desempate en los iudicium populi (casos criminales juzgados en comicios por el pueblo), pero quedaban excluidos los casos de perduellio. Esta ley fue acogida muy desfavorablemente por los optimates porque los privaba de su influencia en los comicios.

## Cónsul y censor
Cónsul romano en 127 a. C. junto a Lucio Cornelio Cinna y censor en 125 a. C. junto a Cneo Servilio Cepión, su censura se caracterizó por su severidad, especialmente en relación con la condena de Marco Emilio Lépido Porcina acusado de haberse construido una casa demasiado lujosa.

## Hechos posteriores
Fue nombrado juez (en latín, iudex) de los tribunales debido a su honradez y severidad, por lo que fue llamado scopulus reorum, pero aun así era visto como un hombre íntegro y justo. Ravila formuló la pregunta cui bono (¿Quién es el beneficiario?) como un principio de investigación criminal.
En 113 a. C. fue nombrado investigador en el caso de tres vírgenes vestales llamadas Licinia, Emilia y Marcia que habían sido acusadas de haber roto el voto de castidad. Ravila condenó a muerte a dos de las tres acusadas que habían sido absueltas por el pontífice máximo Lucio Cecilio Metelo Dalmático.